# روبن كلارك
روبن كلارك (بالإنجليزية: Robin Clark)‏ هي مغنية أمريكية، ولدت في 21 سبتمبر 1949 في توسكالوسا في الولايات المتحدة.